# Zdeněk Pospěch
Zdeněk Pospěch (født 14. december 1978) er en tjekkisk tidligere fodboldspiller, der spillede som højre back. Han repræsenterede en række klubber i hjemlandet, blandt andet Sparta Prag, og var også tilknyttet blandt andet FC København og Mainz 05.
Pospěch har vundet to danske mesterskaber og en pokaltitel med FCK, og vandt med Sparta Prag desuden et tjekkisk mesterskab.
Pospěch spillede 31 kampe scorede to mål for Tjekkiets landshold. Han var en del af sit lands trup til EM i 2008 i Østrig og Schweiz.

## Titler
Tjekkisk Liga
- 2004 med Sparta Prag

Superligaen
- 2009, 2010 og 2011 med FC København

Danmarks Pokalturnering
- 2009 med FC København